# Big Grove Township (Illinois)
Pour les articles homonymes, voir Big Grove Township.
Big Grove Township est un township du comté de Kendall dans l'Illinois, aux États-Unis,.

## Source de la traduction
- (en) Cet article est partiellement ou en totalité issu de l’article de Wikipédia en anglais intitulé « Big Grove Township, Kendall County, Illinois » (voir la liste des auteurs).